# 玉峰村
玉峰村為新竹縣尖石鄉的一個行政區域，與秀巒村俗稱為「尖石後山」。玉峰村有聯外道路可通至北橫公路。玉峰溪為淡水河的上游。玉峰村轄內有兩座國民小學：玉峰國小、石磊國小。